# Michael Durant
Michael John Durant (Berlin, 23 luglio 1961) è uno scrittore, imprenditore e militare statunitense, ex-elicotterista del 160º SOAR noto per aver preso parte alla battaglia di Mogadiscio del 3 ottobre 1993 nel corso dell'Operazione Gothic Serpent tenuta contro le milizie somale, da cui è stato catturato, rimanendo prigioniero per 11 giorni dai miliziani somali al soldo del signore della guerra Mohammed Farah Aidid.

## Biografia
Michael John Durant nasce il 23 luglio 1961 a Berlin, New Hampshire, figlio di Leon Durant e Louise Boucher e fratello di Mary Ellen. Nell'agosto 1979, all'età di 18 anni, si arruola volontario nell'Esercito degli Stati Uniti una volta terminata la Berlin High School e, dopo l'addestramento di base, ha frequentato il Defense Language Institute ed è stato assegnato al 470º Gruppo di Intelligence Militare di Fort Clayton, a Panama. Ha poi frequentato la scuola di volo per elicotteri a Fort Rucker, Alabama, dove ha pilotato diversi velivoli, quali il TH-55 e il Bell UH-1 Iroquois.
Nel novembre 1983, con il grado di Warrant Officer 1, Durant ha completato il Corso Qualificazione per Piloti di UH-60 Blackhawk ed è stato arruolato nella 377ª Compagnia Evacuazione Medica di guarnigione a Seul, Corea del Sud. Diciotto mesi dopo viene inquadrato nel 101º Battaglione d'Aviazione a Fort Campbell, in Kentucky, dove con il grado di Chief Warrant Officer 2 è stato infine assegnato nella Compagnia Delta, 1º Battaglione del 160º Reggimento Operazioni Speciali dell'Aviazione il 1º agosto 1988 con la qualifica di elicotterista.
Nel corso della sua carriera nei "Night Stalkers", Durant ha preso parte a diverse operazioni militari quali l'Operazione Prime Chance nel Golfo Persico, l'Operazione Just Cause a Panama e l'Operazione Desert Storm in Iraq, dove in quest'ultima operazione è stato il primo pilota ad abbattere un missile balistico SS-1 Scud in mano all'esercito del dittatore Saddam Hussein.
Nell'agosto del 1993, due anni dopo l'operazione in Iraq, Durant fu spedito in Somalia in occasione dell'Operation Gothic Serpent, con l'incarico di catturare il signore della guerra somalo Mohammed Farah Aidid, accusato di minacciare ed attaccare le spedizioni umanitarie delle Nazioni Unite.

### Battaglia di Mogadiscio e prigionia
Il 3 ottobre 1993, durante la cattura dei luogotenenti di Aidid nell'ambito della battaglia di Mogadiscio, l'elicottero Black Hawk Super 6-4, pilotato da Durant, fu abbattuto da un lanciarazzi RPG-7. In quell'istante, il sergente capo Gary Gordon e i sergenti di prima classe Randall Shughart e Brad Hallings si trovavano a bordo del Black Hawk Super 6-2 e stavano fornendo fuoco di copertura dall'alto. Gordon, nonostante il comando avesse negato due volte il permesso per via del pericolo circostante, chiese nuovamente di essere inserito a terra per proteggere il relitto dell'elicottero abbattuto, dove si trovava, oltre a Durant, anche il resto dell'equipaggio ferito, composto da Ray Frank, Bill Cleveland e Tommy Field. Il comando concesse infine l'autorizzazione ed entrambi i sergenti sono stati lasciati a terra, mentre Hallings rimase sull'elicottero per continuare a offrire supporto aereo.
Shughart e Gordon, armati rispettivamente di M14 e CAR-15, si diressero verso il relitto dove Durant aveva nel frattempo impugnato la sua pistola mitragliatrice MP5K con l'intento di difendere la propria posizione. Il pilota, sebbene pronto a sparare, non riusciva però a muoversi a causa della frattura di una vertebra e del femore destro, perciò i due cecchini dovettero estrarlo dalla cabina di pilotaggio e piazzarlo accanto a un albero che costeggiava un recinto in lamiera.
Shughart, Gordon e Durant per qualche tempo riuscirono a tenere a bada la folla di miliziani, organizzando un perimetro di sicurezza attorno al luogo dell'incidente, finché Gordon stesso non rimase ucciso con un colpo alla testa mentre era posizionato sul lato sinistro dell'elicottero. Poco dopo, Shughart aveva raccolto il fucile d'assalto CAR-15 del suo commilitone e lo diede a Durant per l'uso. Dopodiché, andò verso la cabina di pilotaggio del relitto per effettuare una chiamata radio per l'emergenza e, 10 minuti più tardi, fu anch'egli mortalmente ferito dai miliziani dopo un ultimo disperato tentativo di difendere il velivolo abbattuto. Terminato il combattimento, i corpi di Shughart, Gordon, Frank, Cleveland e Field furono in seguito profanati, parzialmente denudati e trascinati per le strade della città dalla folla inferocita. Durant, dopo aver esaurito le munizioni del fucile di Gordon, aveva compreso che stava per morire e, mentre guardava il cielo stringendo l'arma, venne assalito e malmenato dai miliziani, che gli strapparono via gli stivali, il giubbotto antiproiettile e le piastrine di riconoscimento, per poi essere portato via in un luogo segreto.
Il 4 ottobre, durante il primo giorno di prigionia, la televisione somala riuscì a filmare una dichiarazione di Durant, che nel video apparve con il viso deturpato (i miliziani, al momento della cattura, gli avevano rotto il naso, lo zigomo sinistro e l'orbita oculare sinistra), capelli ritti, indossava una maglietta militare marrone ed era seduto davanti ad una parete bianca con in grembo una coperta scura. Nell'interrogatorio i somali volevano che Durant affermasse che gli statunitensi erano venuti in Somalia per dimostrare la loro supremazia militare e che nel frattempo stavano uccidendo persone innocenti. Tuttavia, il pilota, cercando di non tradire la propria causa, non credeva alle loro parole e rispondeva che egli era soltanto un soldato che eseguiva ciò che gli veniva ordinato e che uccidere degli innocenti non è motivo di divertimento.
Subito dopo l'intervista, venne caricato su di un pick-up per essere affidato alle cure di Abdullah "Firimbi" Hassan, dottore e ministro della propaganda di Aidid, allo scopo di proteggerlo e di nasconderlo dalla popolazione che voleva ucciderlo. Nel corso della prigionia, Durant consultò una Bibbia avuta dalla Croce Rossa per pregare e prendere appunti, instaurando nel frattempo un'amicizia con "Firimbi". Il 14 ottobre, dopo soli undici giorni di prigionia e di negoziazioni, Durant venne infine rilasciato e in seguito trasportato in barella fino all'Aeroporto Aden Adde di Mogadiscio (allora quartier generale della Task Force Ranger), dove verrà fatto salire su un C-141 Starlifter con destinazione la Base aerea di Ramstein, in Germania, per ulteriori controlli medici e psicologici presso il Landstuhl Regional Medical Center. Dopodiché, il 15 ottobre, il pilota ritornò definitivamente in patria atterrando alla Base Andrews, nel Maryland, per poi rientrare alla sua base di Fort Campbell a bordo di un C-9A Nightingale la notte stessa.

### Eventi successivi
Guarito completamente dalle ferite dopo alcuni interventi chirurgici e programmi di fisioterapia presso il Blanchfield Army Community Hospital, Durant è tornato nuovamente in servizio con il 160º SOAR, congedandosi con onore nel 2001. Dopo il congedo, ha tenuto alcune consulenze per il personale militare riguardo agli elicotteri. In alcune occasioni ha parlato anche dell'operazione in Somalia e della sua prigionia. Ha avuto dei lunghi colloqui con l'attore Ron Eldard, che ha interpretato Durant nel film Black Hawk Down - Black Hawk abbattuto, diretto da Ridley Scott nel 2001.
Nel 2003, in collaborazione con Mark Bowden (autore di Black Hawk Down) e Steven Hartov, Durant ha scritto e pubblicato il libro In the Company of Heroes, che racconta la sua carriera di elicotterista e la sua prigionia da parte dei miliziani di Aidid. Nello stesso anno ha pubblicato inoltre The Night Stalkers. Attualmente vive a Huntsville, in Alabama ed è imprenditore della Pinnacle Solutions, una società di ingegneria e servizi di formazione che sviluppa simulatori di volo.

## Vita personale
Nell'aprile 1988, Durant ha sposato Lorrie Diane, un'insegnante di scuola elementare, da cui ha avuto due figli: Joey (nato il 18 agosto 1992) e Taylor (nata il 9 settembre 1996). La coppia si separa il 27 dicembre 1998, dopo dieci anni di matrimonio, per poi divorziare qualche tempo dopo.
Nella primavera del 2001, si risposa con Lisa desRoches, pilota di elicotteri dell'Esercito e vedova di Pierre desRoches, un elicotterista di Chinook dei "Night Stalkers" deceduto nel marzo 1996 in un incidente nel corso un addestramento di volo. Dalla seconda moglie, Durant ha tre figli adottivi, Joey, Christopher e Dena desRoches, e un figlio naturale, Michael.

## Opere
- In the Company of Heroes (2003)
- The Night Stalkers (2003)